# فطر
فُطْر (الجمع: فُطْريات أو فطور) (بالإنجليزية: Fungi)، هو أي كائن حي ينتمي إلى مجموعة الكائنات الحية حقيقية النواة التي تشمل الكائنات المجهرية مثل الخمائر والعفن، بالإضافة إلى الأنواع الأكثر شهرة مثل عيش الغراب. تُصنَّف هذه الكائنات ضمن إحدى الممالك التقليدية لحقيقيات النوى، إلى جانب مملكة الحيوانات، ومملكة النباتات، وأحيانًا مملكة الطلائعيات أو الأوليات والكروميستا.
من الخصائص التي تميز الفطريات عن النباتات والبكتيريا وبعض الطلائعيات احتواء جدرانها الخلوية على مادة الكيتين. تتشابه الفطريات مع الحيوانات في كونها كائنات غيرية التغذية، حيث تحصل على غذائها من خلال امتصاص الجزيئات الذائبة، غالبًا عبر إفراز إنزيمات هاضمة في البيئة المحيطة. الفطريات لا تقوم بعملية البناء الضوئي. وسيلة الحركة لديها هي النمو، باستثناء الأبواغ التي قد تكون مزودة بأهداب وتنتقل عبر الهواء أو الماء. تُعد الفطريات المُحلِّلات الرئيسية للمواد العضوية في الأنظمة البيئية.
هذه الفروق وغيرها تضع الفطريات في مجموعة واحدة من الكائنات ذات الصلة الوثيقة، تُسمى الفطريات الحقيقية، والتي تشترك في سلف مشترك (أي أنها مجموعة أحادية النشوء)، وهو ما تؤكده الدراسات الوراثية الجزيئية الحديثة. تتميز هذه المجموعة عن الكائنات الشبيهة بها شكليًا مثل العفن الغروي والعفن المائي. ويُعرف العلم الذي يختص بدراسة الفطريات باسم علم الفطريات، المشتق من الكلمة اليونانية "μύκης" (mykes) وتعني "فطر". في الماضي، كان علم الفطريات يُعتبر فرعًا من علم النبات، إلا أنه أصبح من المعروف الآن أن الفطريات ترتبط وراثيًا بالحيوانات أكثر من ارتباطها بالنباتات.
تنتشر الفطريات في جميع أنحاء العالم، وغالبًا ما تكون غير ملحوظة بسبب صغر حجم بنيتها أو أسلوب حياتها الخفي في التربة أو على المواد العضوية الميتة. تشمل الفطريات كائنات متكافلة مع النباتات أو الحيوانات أو حتى فطريات أخرى، بالإضافة إلى كائنات طفيلية. وقد تصبح الفطريات واضحة للعيان عند تكوين الأجسام الثمرية، سواء على شكل فطر مثمر أو عفن. تلعب الفطريات دورًا أساسيًا في تحلل المواد العضوية، ولها أدوار جوهرية في دورات العناصر الغذائية وتبادلها في البيئة.
استخدم الإنسان الفطريات منذ زمن طويل كمصدر مباشر للغذاء (مثل الفطر والكمأ)، وكعامل تخمير لصناعة الخبز، وفي تخمير العديد من المنتجات الغذائية مثل النبيذ والبيرة وصلصة الصويا. ومنذ أربعينيات القرن العشرين، استُخدمت الفطريات في إنتاج المضادات الحيوية، وفي السنوات الأخيرة، استُخدمت الإنزيمات الفطرية صناعيًا وفي صناعة المنظفات. تُستخدم بعض الفطريات أيضًا كمبيدات حيوية لمكافحة الأعشاب الضارة وأمراض النباتات والآفات الحشرية. تنتج العديد من الأنواع مركبات نشطة بيولوجيًا تُعرف باسم السموم الفطرية، مثل القلويات والبوليكيتيدات، وهي سامة للحيوانات بما في ذلك الإنسان. تحتوي الأجسام الثمرية لبعض الأنواع على مركبات نفسية التأثير وتُستهلك لأغراض ترفيهية أو في الطقوس الروحية التقليدية. يمكن للفطريات أن تحلل المواد المصنعة والمباني، وتصبح مسببات أمراض هامة للإنسان والحيوان. وقد تؤدي خسائر المحاصيل بسبب الأمراض الفطرية (مثل مرض خذروفة الأرز) أو فساد الأغذية إلى تأثير كبير على إمدادات الغذاء والاقتصادات المحلية.
تضم مملكة الفطريات تنوعًا هائلًا من الأصناف ذات البيئات والاستراتيجيات الحياتية والأشكال المتنوعة، بدءًا من الكيتريدات المائية وحيدة الخلية إلى الفطر المثمر الكبير. ومع ذلك، لا يزال القليل معروفًا عن التنوع الحيوي الحقيقي للفطريات، حيث يُقدَّر عدد الأنواع بين 2.2 مليون و3.8 مليون نوع، لم يُوصَف منها سوى نحو 148,000 نوع فقط، مع أكثر من 8,000 نوع معروف بأنها ضارة بالنباتات، وما لا يقل عن 300 نوع يمكن أن تكون ممرضة للإنسان.
منذ الأعمال التصنيفية الرائدة في القرنين الثامن عشر والتاسع عشر لكارل لينيوس وكريستيان هندريك بيرسون وإلياس ماغنوس فريس، جرى تصنيف الفطريات استنادًا إلى شكلها الظاهري (مثل لون الأبواغ أو الصفات المجهرية) أو خصائصها الفسيولوجية. وقد مهدت التطورات في علم الوراثة الجزيئية الطريق لتحليل الحمض النووي في التصنيف، وهو ما أدى أحيانًا إلى تحدي التصنيفات التاريخية المعتمدة على الشكل أو السمات الأخرى. وساعدت الدراسات الوراثية المنشورة في العقد الأول من القرن الحادي والعشرين في إعادة تشكيل التصنيف داخل مملكة الفطريات، التي تُقسَّم حاليًا إلى تحت مملكة واحدة، وسبع شعب، وعشر تحت شعب.

## تركيب الفطريات
الفِطريات كائنات حية واسعة الانتشار، تضم ما يزيد عن (100) ألف نوع لذلك وضعت ضمن مملكة مستقلة بحد ذاتها تسمى مملكة الفطريات  وتعتبر الفطريات من الكائنات حقيقية النواة، فهي تمتلك نظام غشائي داخلي يحيط بالنواة والعضيات السيتوبلازمية الأخرى، كما أن لها جدار خلوي يتكون من كميات من السكريات المتعددة «السيليلوز» والكايتين، والفطريات من الكائنات الحية غير ذاتية التغذية حيث تعتمد على غيرها من الأحياء للحصول على احتياجاتها الغذائية، وتتباين الفطريات من حيث الحجم والمعيشة والشكل، فهي تعيش أما معيشة متكافلة، أو معيشة مترممة، وبعضها تعيش معيشة متطفلة أما من حيث الشكل فمنها ما يكون وحيدة الخلية كالخمائر والتي قد تكون بيضاوية أو كروية، ومنها ما يكون متعددة الخلايا كالأعفان أما من حيث الحجم فمنها كبير يرى بالعين المجردة مثل فطريات عيش الغراب ومعظمها صغيرة الحجم لا ترى إلا بالمجهر

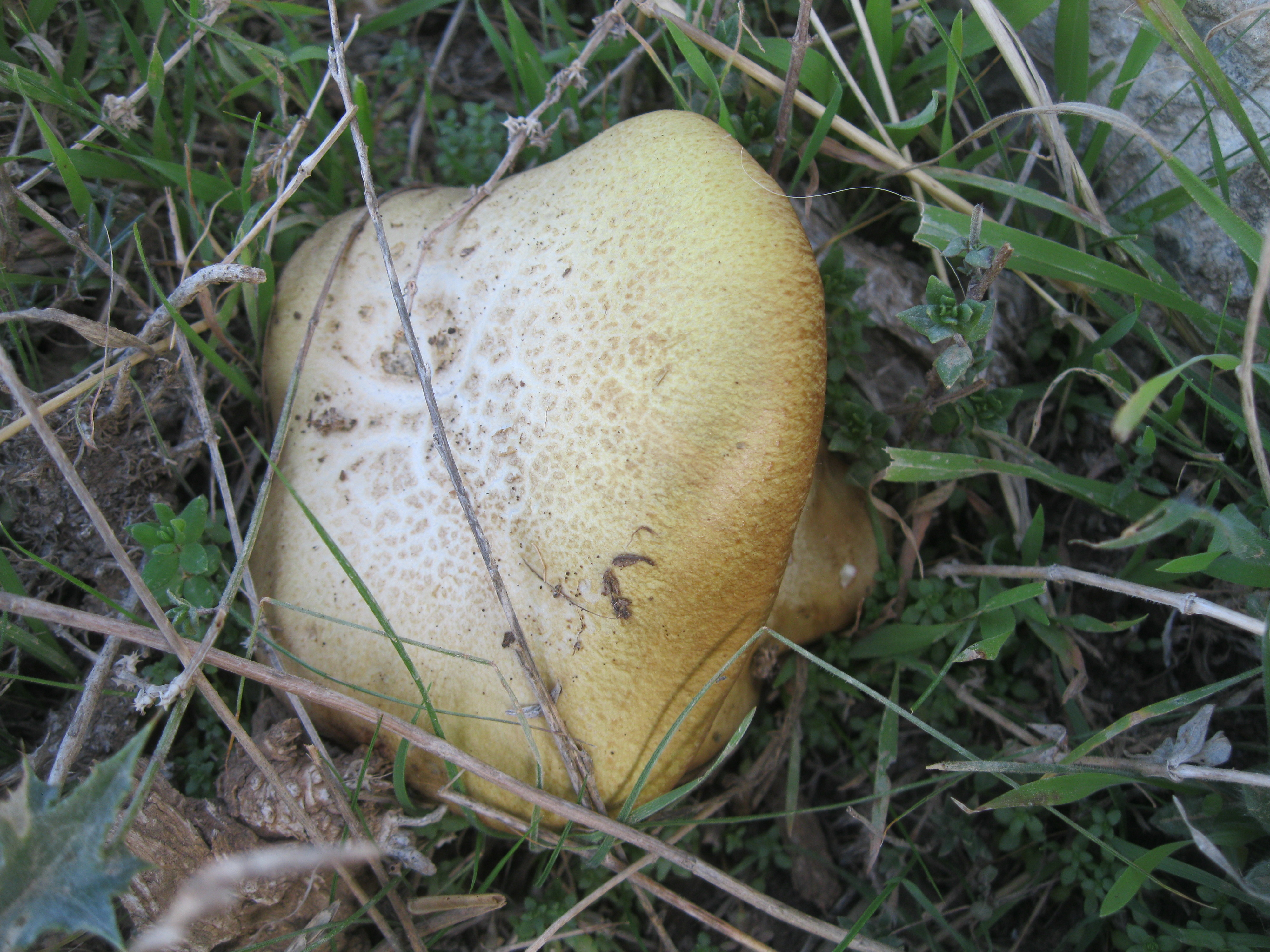
فطر في بلدة السموع ؛ فلسطين

تتكاثر الفطريات بطرق عديدة لا جنسياً عن طريق الانشطار الثنائي «وهذا نادر الحدوث في الفطريات»، أو بتكوين جراثيم لا جنسية «وهو الأكثر شيوعاً» أو بالتبرعم، كما أن العديد منها قد تتكاثر جنسياً وذلك عن طريق تكوين جراثيم جنسية وهذا يحدث عندما تكون الظروف غير ملائمة (الرحمة، 2003).
وتتميز الفطريات بأن لها مدى واسع للنمو في درجات الحرارة المختلفة والتي تتراوح بين (5-55م ْ) أو أكثر، وبالرغم من المدى الحراري الواسع للفطريات فإن الدرجة المثلى لأغلب الفطريات المترممة يتراوح بين (22-30مْ) بينما تتراوح الدرجة المثلى في الفطريات المتطفلة بين (30-37مْ) ومعظم الفطريات تكون هوائية تحتاج الأوكسجين لنموها ولا تستطيع النمو والقيام بكافة العمليات الحيوية المختلفة إلا بوجوده وهذه تسمى بالفطريات الهوائية الإجبارية، كما أن بعض منها مثل فطر الخميرة تكون لا هوائية اختيارية أي تستطيع النمو في غياب الأوكسجين أو وجوده. كما تفضل الفطريات النمو في الأوساط الحامضية المنخفضة (Ph) يتراوح بين (5-6) (الرحمة، 2005).
الفطريات مجموعة كبيرة من النباتات تتباين في أشكالها، وهي في مجموعها تشبه الطحالب إلا أنها خالية من الكلوروفيل. فهي تتكون من ثالوس أي لاتتميز إلى جذور وسيقان وأوراق. بعضها يتكون من خلية واحدة، ومعظمها عديد الخلايا، تنتظم في خيوط تعرف باسم الهيفات (المفرد هيفا hupha), ومجموع الهيفات التي تكون جسم الفطر تسمى ميسيليوم. الميسيليوم قد تكون هيفاته وحيدة الخلية غير مقسمة بجدر عرضية أو تكون هيفاته عديدة الخلايا أي أنها مقسمة بجدر عرضية.
تتكون جدر الخلايا الفطرية عادة من الكيتين الموجود في جدر الحشرات، وقد تتكون من السليولوز. تحتوي الخلايا على نواة واحدة وقد تحتوي على نواتين، وقد تكون عديدة النوايات يبطن الجدار غشاء بلازمي يوجد بينه وبين الجدار في بعض المناطق حبيبات صغيرة غير معروفة وظيفتها بالضبط تسمى لوماسومات lomasomes . ينغمس في سيتوبلازما الخلية فجوة عصارية وميتوكندريا وشبكة إندوبلازمية وجليكوجين وريبوسومات. ونظراً لعدم وجود اليخضور (الكلوروفيل) في خلايا الفطريات ’ فأن الفطريات تتغذى تغذية غير ذاتية، فتعيش عيشة رمية أو طفيلية، ومنها ما يستطيع أن يعيش رميّاً أو طفيلياً حسب الظروف، والبعض منها يعيش معيشة تعاونية ولهذا فهي تستطيع أن تفرز أنزيمات خارجية لتحليل المواد الغذائية الموجودة في الوسط الذي تعيش فيه وجعلها في صورة قابلة للامتصاص، والمواد المخزنة في أجسام الفطريات غالبا ماتكون في صورة نشا حيواني (غلايكوجين) أو زيوت.

## صفات الفطريات

أحد أنواع الفطور التي تنمو على الأشجار

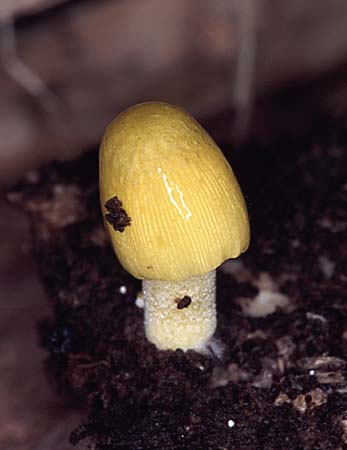
فطر أصفر

مملكة الفطريات هي مملكة من ممالك الكائنات الحية، تضم كائنات وحيدة الخلية ومتعددة الخلايا، وتمتاز بطريقة تكاثر خاصة، حيث أن مفهوم الجنس لا ينطبق عليها، ولكن شكل أو حجم الجاميتات هي التي تحدد الذكورة والأنوثة. وكثير من الفطريات تنتج الجاميتات الأنثوية والذكرية ولكن الإخصاب يتم بين نوعين مختلفين من نفس الفصيلة، وهذا يعطي التنوع الجيني في الفطريات.
الفطريات عبارة عن كائنات متعددة الخلايا ونادرا ًما نجد فطريات وحيدة الخلية، ومن أشهر الفطريات وحيدة الخلية  نجد الخميرة بالإضافة لمعظم فطريات قسم ال Endomycetales  وهي جميعها تابعة للفطريات الزقية أو الأسكية.
تحتوي الخلايا الفطرية تقريبا على جميع العضيات التي تميز خلايا الكائنات حقيقية النواة حيث نجد اجهزة جولجي والفجوات العصارية والشبكة الاندوبلازمية وايضا الميتوكوندريا ومعظم الاجزاء الأخرى، ولا تحتوي الخلية الفطرية مقارنة مع الخلية النباتية على النشاء النباتي (نشا) ولكن تحتوي على النشاء الحيواني (جليكوجين) ولكن تتميز الخلايا الفطرية كمثيلاتها النباتية باحتوائها على جدار خلوي يتركب اساسا من مادة الكيتين وهي المادة الاساسية في تركيب جدر خلايا الفطريات الحقيقية.
أهمية الجدار الخلوي عند الفطريات تأتي من كونة حاجزا بين الوسط الخارجي ومكونات الفطر الداخلية حيث ان الفطر يتصل بوسطة البيئي بكامل هيكلة ووجود الجدار هنا هو الحماية اللازمة التي يلجأ إليها الفطر، هذا بالإضافة لكون الجدار الخلوي يعمل كمنظم لدخول الجزيئات الضخمة.
عند بعض الفطريات يحتوي الجدار الخلوي على صبغات مثل الميلانين ومثل هذة الصبغات تحمي الفطر من الاشعاعات مثل الاشعة الفوق بنفسجية وكذلك ضد بعض انزيمات الكائنات المحللة.
الخلية الفطرية عندما تبدأ بالنمو والانقسام تكون خيطا يطلق علية اسم هيفا ومجموعة الهيفات المتكونة يطلق عليها اسم ميسيليوم والميسيليوم هو الفطر بحد ذاتة.
الفطريات مهما بلغ حجمها فإن جسمها لايتكون إلا من هذة الهيفات فقط ولا تتميز في تركيبها إلى انسجة ويتراوح طول الغزل الفطري مابين عدة ميكرونات إلى عدة امتار في الطول اما قطر الهيفا فيتراوح بين 5 إلى 100 ميكرون. غالبا ما تكون الخيوط الفطرية متفرعة والفروع الجانبية لا تختلف في بنيتها عن الخيوط الاصلية
ولكن احيانا، في حالة بعض الفطريات المتطفلة تتحول هذة الخيوط إلى ممصات عندما تخترق جسم العائل لكي تستطيع امتصاص غذائها وهذا ما نشاهدة عند الفطريات مثل تلك التي تسبب مرض البياض الزغبي للعنب Plasmopara viticola. وكذلك ما يحدث عند فطر Rhizopus sp.  عندما تخترق خيوطة الوسط الغذائي فتتحول إلى اشباة جذور.
تقسم الفطريات إلى فطريات مسببة للأمراض، وهي تعيش بشكل طفيلي على كائنات أخرى، وهناك فطريات تعيش بشكل تكافلي مع كائنات أخرى، وتتميز الفطريات بعدم وجود الكلوروفيل، ولكنها كانت تصنف سابقا ضمن المملكة النباتية نظرا لإنتاجها الكربوهيدرات ولكن تبين أن ذلك كان يعود إلى علاقات تكافلية مع كائنات أولية هي التي تحتوي على الكلوروفيل.
تقسم الفطريات إلى أربعة مجموعات، وكان ذلك حسب الصبغة الموجودة فيها، أما اليوم فتصنف على أساس الشكل الخارجي للعضو المنتج للجاميتات الذكرية.

## أنواع الفطريات
جميع الفطريات غير ذاتية (متباينة) التغذية لعدم احتوائها على صبغات الكلوروفيل:
- فطريات إجبارية التطفل: تعيش في الطبيعة متطفله على عوائل خاصه تلائمها، ولا تستطيع أن تعيش بمنأى عن عوائلها مثل فطر بلازموبارا فيتيكولا.
- فطريات اختيارية التطفل: تعيش في الظروف الطبيعيه مترممه على مواد عضويه متحللة موجوده في التربة، فإذا لم تجد هذه المواد ووجدت عائلاً

مناسباً فإنها تستطيع التطفل عليه مثل بعض أنواع الفيوزاريوم.
- فطريات إجبارية الترمم: تعيش مترممه على مواد عضويه متحللة سواءً كانت بقايا نباتيه أو حيوانيه مثل فطر البينيسيليوم.
- فطريات اختيارية الترمم: تعيش عادة متطفله ولكنها إذا لم تجد العائل الملائم، فإنها تلجأ لترمم على مواد عضويه متحللة في التربة.
- فطريات متكافلة: تعيش بطريقة التكافل أي تبادل المنفعة مع كائنات حيه أخرى مثل الأشنات وهي معيشه تكافليه بين أنواع من الفطريات

الخيطيه وأنواع من الطحالب الخضراء أو البكتيريا الزرقاء وكذلك المايكورايزا (الفطريات الجذرية) وهي علاقة تشاركيه بين بعض أنواع
فطريات التربة وجذور نباتات معينه.

## تصنيفات الفطريات
- الفطريات الاقترانية أو الزيجية (باللاتينية: zygomycota)

تكون هذه الفطريات أبواغاً اقترانية. ومن الأمثلة عليها فطر عفن الخبز وفطريات الجذور.
- مكوناتها
- كيس بوغي يحتوي أبواغاً
- حامل محفظة أبواغ
- خيط فطري
- أشباه الجذور
- طريقة تكاثرها

عندما تكون الظروف ملائمة، فإن فطر عفن الخبز يتكاثر جنسياً يحدث ذلك: تتحد نهايتا خيطين فطريين وتندمج كل نواتين من خيطين فطرين معاً فتتكون بويضة مخصبة بوغية.
- شعبة الزقيات أو الأسكية (باللاتينية:ascomycota)

من الفطريات التابعة لهذه القبيلة فطر الكمأة وفطر الخميرة وغيرها وتشترك هذه الفطريات بميزة خاصة هي وجود الأبواغ الجنسية داخل جسم ثمري يدعى الكيس ويكون عدد الأبواغ (8) داخل الكيس.
- بوغ كيسي
- كيسٌ
- شعبة الدعاميات

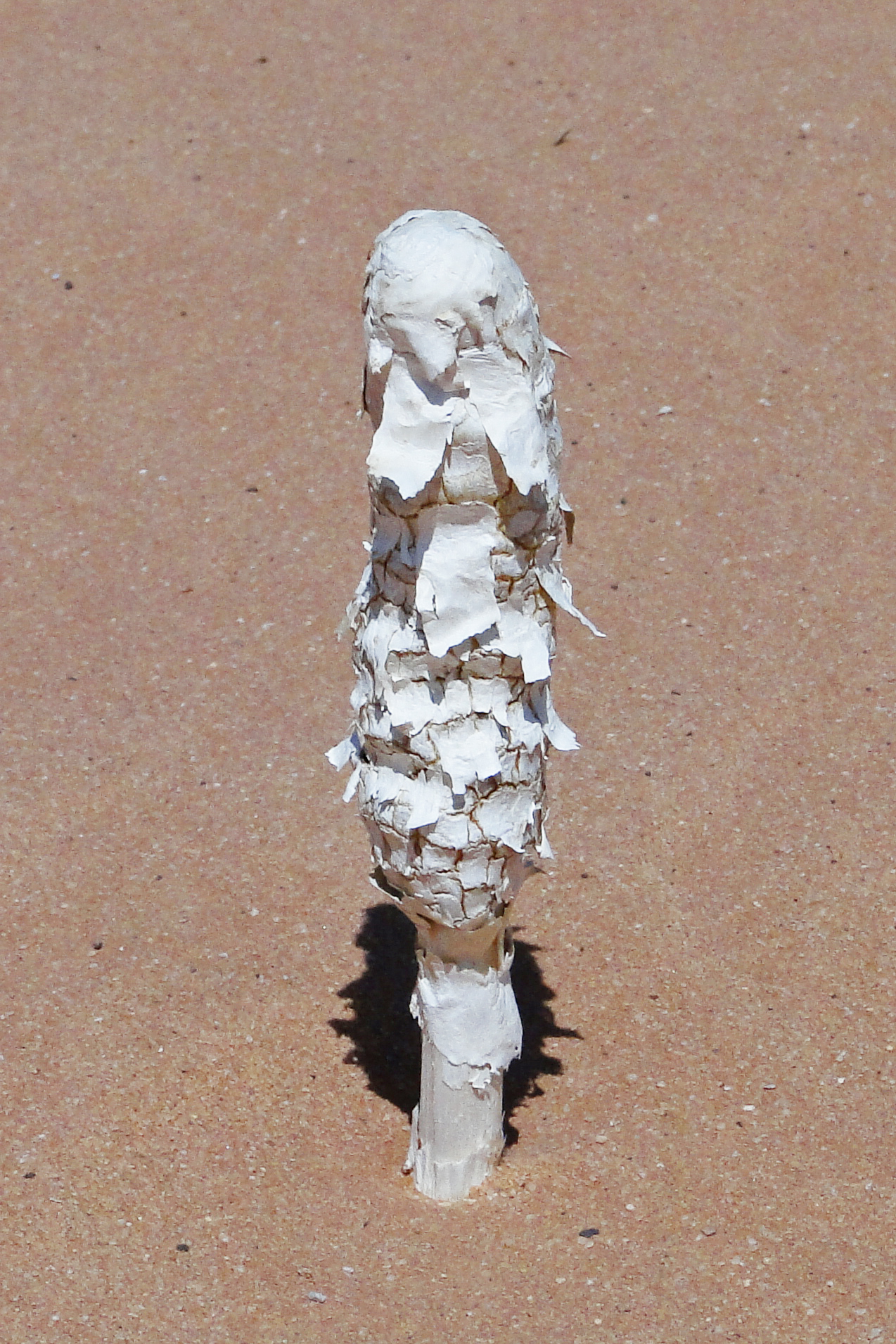
أحد أنواع الفطر الذي ينمو في وادي رم

يعد عيش الغراب من أكثر الفطريات الدعامية شيوعا حيث يمكن مشاهدته بجانب جذوع الأشجار المتعفنة والأعشاب في الحقول والغابات وخاصة بعد هطول الأمطار وهناك أنواع تنمو في فصل الصيف وأخرى في الشتاء.
ومن الأمثلة على الفطريات الوحيدة الخلية
فطر الخميرة
ومن الأمثلة على الفطريات المتعددة الخلايا:
- عيش الغراب. وفطر الكماة

## علم الفطريات
علم الفطريات هو فرع من علم الأحياء يهتم بالدراسة المنهجية للفطريات، ويتضمن ذلك خصائصها الوراثية والبيوكيميائية، وتصنيفها، وإستخدامها في الإنسان كمصدر للأدوية والمواد الغذائية والمؤثرات العقلية التي تستخدم لأغراض دينية، فضلاً عن أخطارها مثل التسمم أو العدوى.
كما يرتبط مجال علم النباتات ودراسة أمراض النبات ارتباطاً وثيقاً بعلم الفطريات لأن الفطريات هي المسبب الرئيسي للعديد من الأمراض النباتية.
يعود تاريخ استخدام الفطريات بواسطة البشر إلى عصر ما قبل التاريخ، حيث أن مومياء رجل الثلج التي تبلغ من العمر 5300 عام ووجدت مجمدة في جبال الألب النمساوية تحتوي على نوعين من الفطر متعدد الثقوب والذي يعتقد أنه تم استخدامه كمادة سريعة الاشتعال أو لأغراض طبية.
وقد استخدمت الشعوب القديمة الفطريات كمصادر غذائية -في كثير من الأحيان كان ذلك يحدوث دون علم منهم- لآلاف السنين، في إعداد الخبز المخمر والعصائر المخمرة.
تحتوي بعض أقدم السجلات المكتوبة على مصادر لتدمير المحاصيل والذي من المحتمل أنه حدث كنتيجة لوجود الفطريات.

### التاريخ
يعد علم الفطريات حديث نسبياً حيث أصبح علمياً منهجياً بعد تطور الميكروسكوب في القرن السابع عشر. وعلى الرغم من أن اكتشاف الجراثيم الفطرية كان بواسطة جيامباتيستا ديلا بورتا في عام 1588م إلا أن العمل الأبرز في تطور علم الفطريات يعود إلى الورقات البحثية لبيير أنطونيو ميشيلي في عام 1729م عن أجناس فطريات نوفا بلانتارم.
لم يلاحظ ميشيلي الجراثيم الفطرية فقط ولكنه أظهر أيضاً أنه في ظل الظروف المناسبة يمكن تحفيز تلك الجراثيم لتنمو وتتحول إلى نوع الفطر الذي نشأت منه في الأصل.
وامتدادا لنظام التسميات الثنائي الذي قدمه كارل لينيوس في أجناس البلانتورم (1753 م)، أسس الهولندي هاندريط بيرسون (1761-1836م) أول تصنيف للفطريات بمهارة شديدة ولذلك فهو يعد المؤسس لعلم الفطريات الحديث. ثم بعد ذلك قام إلياس ماجنوس فرايز (1794-1878م) بتطوير تصنيف الفطريات وذلك بناءاً على نوع جراثيم الفطر والخصائص المجهرية المختلفة ولا تزال أساليبه تستخدم بواسطة خبراء التصنيف حتى اليوم.

## أهمية الفطريات

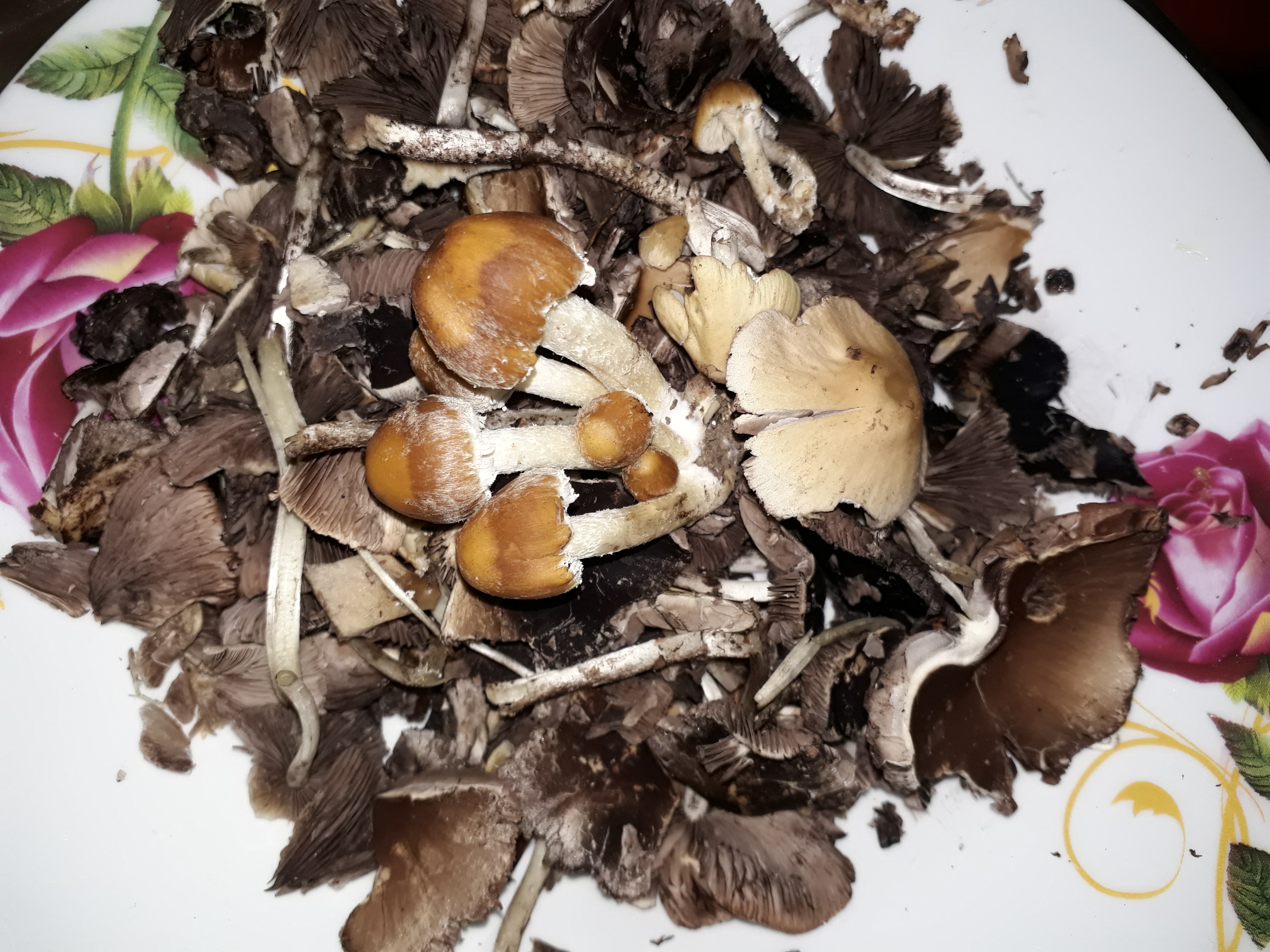
فطر بري بأنواع مختلفة

1- تقوم الفطريات بتحليل المواد العضوية إلي مواد بسيطة تمتصها النباتات وبالتالي التخلص من المواد العضوية ولا تستطيع تحليل بعض المواد الكربونية مثل: البلاستيك.
2- بعض أنواع الفطريات تستخدم كغذاء للإنسان: مثل:
- فطر الكمأة
- العرجون
- عيش الغراب
- المشروم

3- تساعد الخميرة في صناعة الخبز وبعض الأدوية التي تحتوي على فيتامين ب. وتستخدم حالياً في تطبيقات الهندسية الوراثية.
4- لفطر البنسليوم أهمية دوائية حيث يستخدم:
- لإنتاج المضاد الحيوي المسمي البنسلين.
- صناعة بعض أنواع الجبن.

5- يدخل قسم منها في صناعة بعض الادوية مثل الكورتيزون

## أضرار الفطريات
1- تسبب أمراضا للإنسان كالأمراض الجلدية مثل:
- مرض قدم الرياضي (ما بين الأصابع) تسببها الفطريات الناقصة.
- مرض القوباء الحلقية
- التهابات الأذن الوسطى.

2- تسبب أمراضاً للحيوانات: مثل (بعض الفطريات التي تصيب النمل)
3- تسبب أمراضاً للنباتات: مثل
- اللفحة المتأخرة في البطاطس والطماطم والمسبب فطر بيضي فيتوفثورا إنفستنس.
- صدأ القمح
- مرض يصيب الذرة.
- مرض الذبول التي تصيب القطن والطماطم. يسببها: بعض اجناس الفيوزاريوم الطفيلية.
- مرض اللفحة المبكرة التي تصيب الطماطم والبطاطس.
- مرض التبقع لأوراق نبات القطن. يسببها: بعض أجناس الترناريا الطفيلية.
- الذبول الكبكوبي مرض يصيب حوالي 300 نوع منها البندورة والباذنجان والقطن والزيتون.

4- تسبب الفطريات تلفاً وتحللاً وفساد كثير من المواد مثل:
- المواد الغذائية
- الأوراق.
- الأخشاب.
- الألياف.
- المصنوعات الجلدية.

5- تسبب الفطريات الالتهابات الانتهازية الداخلية في جسم الإنسان حيث شخصت عشرة أنواع تسبب هذه الالتهابات هي (Candida albicans, Cryptococcus gattii, Aspergillus niger, Penicillium, Rhizopus, Aspergillus fumigatus, Fusarium solani, Mucor, Candida tropicalis and Cryptococcus neoformans) بحسب باحثين من جامعة الانبار.

## التكاثر
تتكاثر الفطريات بطرق مختلفة ومعقدة تعكس الاختلافات في أنماط الحياة والتركيب الجيني للكائنات الحية داخل هذه المملكة المتنوعة. يتكاثر ثلث الفطريات بأكثر من طريقة، فمثلًا، تتكاثر بعض أنواع الفطور في مرحلتين مختلفتين خلال دورة حياتها وهما التليومورف (التكاثر الجنسي) والأنامورف (التكاثر اللاجنسي). تتحكم الظروف البيئية والمخزون الوراثي للفطريات بطريقة التكاثر، يؤدي ذلك إلى تشكيل نوعين مختلفين من الأجسام التكاثرية الجنسية أو اللاجنسية. تساعد هذه الأجسام التكاثرية على الانتشار الحيوي للأبواغ أو وحدات الاستنساخ التي تحتوي على الأبواغ.

### التكاثر اللاجنسي
يحدث التكاثر اللاجنسي عن طريق الأبواغ النباتية (الغبيرة)، أو عملية التجزئة. يقصد بعملية التجزئة انفصال الفطريات إلى قطع مستقلة، ونمو كل منها لتكوين الغزل الفطري. تسمح طرق التكاثر اللاجنسية بالمحافظة على النسل والتكيف مع نمط الحياة، وهي أسرع من طرق التكاثر الجنسي.
الفطريات الناقصة هي الفطريات التي لا تمر بمرحلة التكاثر الجنسي خلال دورة حياتها. لا تعتبر الفطريات الناقصة ضمن تنصيف حيوي مستقل، وتستخدم فقط للتعبير عن الفطور التي تفتقر إلى مرحلة التكاثر الجنسي من دورة حياتها.

### التكاثر الجنسي
يحدث التكاثر الجنسي عن طريق الانقسام المنصف عند معظم الشعب الفطرية باستثناء الفطريات الكببية. يختلف التكاثر الجنسي عند الفطريات عنه عند النباتات والحيوانات بالكثير من الجوانب. توجد اختلافات أيضًا بين المجموعات الفطرية ويمكن استخدامها للتمييز بين الأنواع تبعًا لآليات تكاثرها وأشكال هياكلها الجنسية.
صُنفت المجموعات الفطرية الرئيسية في البداية بناءً على شكل هياكلها الجنسية وأبواغها، فمثلًا، يمكن استخدام الأجزاء الفطرية التي تحتوي على الأبواغ (الكيس والدعامة الفطرية)، في التمييز بين الفطريات الزقية والفطريات الدعامية. يوجد نظامين للتزاوج عند الفطريات، تسمح المجموعات متباينة المشرة بالتلقيح الجنسي المتغاير فقط، بينما تسمح المجموعات مثلية المشرة بالتلقيح الجنسي المتماثل (مع النوع نفسه) أو المتغاير (مع أنماط مختلفة).
تمر معظم الفطريات خلال دورة حياتها بمرحلة تكون فيها أحادية الصيغة الصبغية وأخرى ثنائية الصيغة الصبغية. تندمج الخيوط الفطرية للأفراد المتوافقة أثناء التكاثر الجنسي وتتحد على شكل شبكة مترابطة بعملية تدعى المفاغرة، وتعتبر هذه الخطوة مهمة لبدء الدورة الجنسية. لا تتحد النوى الموروثة من كِلا الوالدين فور اندماج الخلية وتبقى منفصلة في الخلايا الخطية، وتسمى هذه المرحلة بمرحلة النواة المزدوجة، وتمر بها الفطريات الزقية والفطريات الدعامية.
تتوزع الخيوط مزدوجة النواة الموجودة في الغشاء المولد للأبواغ على شكل خطاف، ويضمن ذلك التوزيع المناسب للنواة أثناء انقسامها إلى الأجزاء القمية والقاعدية للخيط الفطري. يتشكل بعدها الزق أو الكيس ويحدث فيه التزاوج النووي (الاندماج النووي). تندمج بعدها الأكياس وتشكل الثمرة الزقية أو الجسم المثمر. يحدث الانقسام المنصف مباشرة بعد حدوث الاندماج النووي، وتتشكل الأبواغ الزقية، تنتشر بعدها هذه الأبواغ وتنتش وتشكل خيوطًا فطرية جديدة.
يشبه التكاثر الجنسي لدى الفطريات الدعامية التكاثر لدى الفطريات الزقية. تندمج الخيوط أحادية الصيغة الصبغية لإنتاج أفطورة مزدوجة النواة. تكون مرحلة النواة المزدوجة أكثر اتساعًا في الفطريات الدعامية، وتوجد أيضًا في الفطريات التي تنمو نباتيًا. تتشكل بنية تشريحية متخصصة في كل حاجز خيطي تسمى الاتصال المشبكي. يشبه هذا الاتصال الخطاف المتشكل عند الفطريات الزقية، ويعتبر المسؤول عن حركة النواة أثناء انقسام الخلية، ويحافظ على الصيغة المزدوجة للنواة في كل حجرة خيطية. تتشكل بعد ذلك بنية تسمى خباء الدعامات في كل دعامة فطرية، وتنتج الأبواغ الدعامية بعد حدوث الانقسام المنصف.
تندمج الخيوط الفطرية أحادية الصيغة الصبغية في الفطور الاقترانية وتكون المشيجة، وهي بنية خلوية متخصصة تتحول إلى خلية منتجة للأعراس (الأمشاج). تندمج بعدها الأمشاج وتتحول إلى أبواغ زيجوتية سميكة الجدار وثنائية الصيغة الصبغية. تخضع الأبواغ بعد ذلك أثناء الانتاش للانقسام المنصف، وينتج عنه خيوط فطرية جديدة أحادية الصيغة الصبغية.  قد تتشكل أيضًا الأكياس البوغية اللاجنسية، وتنتشر بعدها الأبواغ وتنتش بسرعة لتشكيل خيوط فطرية أحادية الصيغة الصبغية مطابقة للأصل.

## الاستخدام البشري
بدأ البشر باستخدام الفطريات في إعداد الطعام أو حفظه منذ زمن طويل. تعتبر زراعة الفطر وجمعه من الصناعات الكبيرة في العديد من البلدان. تُعرف دراسة الاستخدامات التاريخية والتأثير الاجتماعي للفطريات باسم علم الأجناس الفطرية. استخدمت الفطريات في الإنتاج الصناعي للمضادات الحيوية، والفيتامينات، والأدوية المضادة للسرطان، والأدوية الخافضة للكوليسترول؛ نظرًا لقدرتها على إنتاج كميات كبيرة من المنتجات الطبيعية ومضادات الميكروبات. تطورت طرق الهندسة الوراثية للفطريات، وأصبحت الهندسة الاستقلابية للأنواع الفطرية ممكنة. فمثلًا، ساعد التعديل الوراثي لأنواع الخمائر في توفير طرق أكثر فعالية لإنتاج الأدوية بالمقارنة مع إنتاجها من مصادرها الحيوية الأساسية.

### الاستخدامات العلاجية

#### العلاجات الكيميائية الحديثة
ينتج عن عملية الاستقلاب عند معظم الأنواع الفطرية مواد فعالة دوائيًا. تعتبر المضادات الحيوية بما في ذلك البنسلين من أهم الأمثلة على المنتجات الفطرية الفعالة. البنسلينات مجموعة من الصادات الحيوية يرتبط هيكلها بزمرة بيتا لاكتام، وتتكون من الببتيدات الصغيرة. تمتلك البنسلينات المنتجة طبيعيًا (كالبنسلين جي) طيف تأثير ضيق نسبيًا. يمكن إنتاج مجموعة كبيرة من البنسلينات الصناعية عن طريق التعديل الكيميائي للبنسلين الطبيعي.
البنسلينات الحديثة عبارة عن مركبات شبه صناعية، كانت تنتج في البداية من مزارع التخمير، عدلت بنيتها بعد ذلك للحصول على خصائص مرغوبة. تشمل المضادات الحيوية الأخرى التي تنتجها الفطريات: السيكلوسبورين، الذي يستخدم كدواء كابت للمناعة أثناء زراعة الأعضاء. وحمض الفوسيديك، الذي يستخدم في علاج العدوى بالمكورات العنقودية الذهبية المقاومة للميثيسلين.
في أوائل القرن العشرين، بدأ استخدام المضادات الحيوية في علاج الأمراض البكتيرية كالسل والزهري والجذام ولا زال ذلك مستمرًا حتى الآن. تشمل الأدوية الأخرى التي تنتجها الفطريات الغريزوفولفين المعزول من البنسليوم غريزيوفولفوم والمستخدم لعلاج الانتانات الفطرية، والستاتينات (تميم الإنزيم 3-هيدروكسي-3-ميثيل جلوتاريل) المستخدمة لتثبيط تركيب الكوليسترول. من أمثلة الستاتينات الموجودة في الفطريات الميفستاتين، واللوفاستاتين المستخرج من فطر الرشاشية الأرضية وفطر المحار. تُنتج الفطريات مركبات تثبط الفيروسات والخلايا السرطانية. تُستخدم عديدات السكريد-كي، والإرغوتامين والصادات الحيوية من زمرة البيتا لاكتام بشكل روتيني في الطب السريري.

### الغذاء
تشمل أنواع الفطر الصالحة للأكل كلًا من الفطر المزروع لأغراض تجارية أو الفطر البري الذي ينمو بشكل طبيعي.  يُباع فطرغاريقون ثنائي البوغ باسم عش الغراب عندما يكون صغيرًا، أو باسم الفطر الأبيض عندما يكون أكبر حجمًا، وهو أكثر الأنواع المزروعة في الغرب، ويستخدم في إعداد السلطة والحساء وغيرها من الأطباق. تزرع العديد من الفطور الآسيوية لأغراض تجارية وتزداد شعبيتها في الغرب مع الوقت، وغالبًا ما تتوفر طازجة في محلات البقالة والأسواق. تُحصد الفطور البرية للاستهلاك الشخصي أو لأغراض تجارية. تمتاز بعض أنواع الفطور بطعمها الشهي وتباع بأسعار عالية ومن أمثلتها الفطر الزعفراني حليبي الغطاء، وفطر الغوشنة، وفطر الكويزي، وفطر الكمأة، وفطر البوق الأسود.
يتطلب تصنيع أنواع معينة من الجبن تطعيم خثارة اللبن ببعض الأنواع الفطرية، ما يمنحه قوامًا ونكهات مميزة، ومن الأمثلة على ذلك، إضافة اللون الأزرق على الجبن كجبنة روكفور وجبنة ستلتون. تعتبر الفطور الموجودة داخل الأجبان آمنة للاستهلاك البشري وغير سامة، ولكن قد تتراكم السموم الفطرية (كالأفلوتكسين، والباتولين) أثناء تخزين الجبن أو نضجه بسبب نمو أنواع أخرى من الفطريات.

## وصلات خارجية
- فطريات كاليفورنيا
- مشروع شبكة شجرة الحياة: الفطر
- المملكة الخامسة–مرجع على الإنترنت
- تحليل مقارنتي للجينومات الفطرية نسخة محفوظة 5 أكتوبر 2008 على موقع واي باك مشين.